# Psamathe fusca
Psamathe fusca is een borstelworm uit de familie Hesionidae. De wetenschappelijke naam van de soort werd in 1836 gepubliceerd door George Johnston.